# Ecologistes de Catalunya
Ecologistes de Catalunya (EdC) és una federació formada per les principals entitats i plataformes ecologistes de Catalunya.

## Història
A mitjans de 1996, diferents entitats ecologistes catalanes inicien un procés de coordinació després d'un debat de reflexió sobre l'estat de l'ecologisme a Catalunya.
El treball en conjunt feu que, el març de 1998, es constituís l'Assemblea d'Entitats Ecologistes de Catalunya (AEEC) com a assemblea oberta a totes les entitats que ho volguessin i que complissin dos requisits:
- Ser organitzacions que tinguin com a principals objectius la defensa del medi ambient i de la salut de les persones, i el seu estudi i difusió de forma global o en qualsevol dels seus àmbits.[2][3]
- Ser organitzacions independents, que no estiguin vinculades parcialment o totalment, a partits polítics, sindicats, empreses, consorcis, institucions públiques o organismes similars.

A finals de 1998 l'AEEC va definir la seva declaració de principis. Al llarg del 1999 i de principis del 2000 es va produir un debat sobre com s'havia d'organitzar l'AEEC per a complir els objectius pels quals es va crear.

L'evolució d'aquest projecte es va consolidar l'any 2002 en la forma de federació i amb el nom d'Ecologistes de Catalunya (EdC) agrupant tretze organitzacions que juntes formen un col·lectiu de més de quatre mil persones. La intenció en federar-se va ser afavorir l'intercanvi d'experiències i idees entre les organitzacions, alhora que reforçar les lluites de cadascuna d'elles donant-los projecció a tot l'àmbit territorial català.

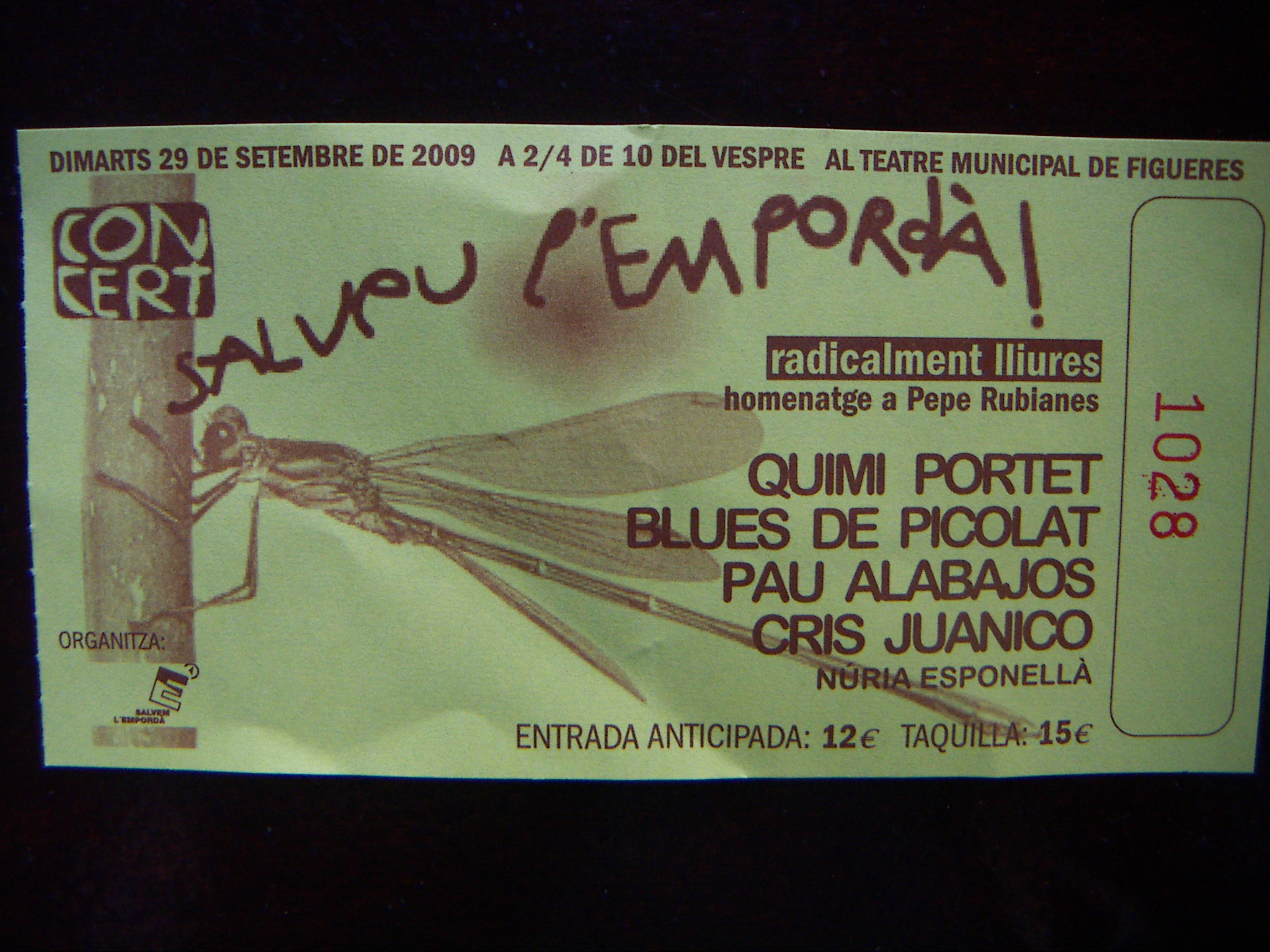
Entrada a un dels concerts per recaptar fons per aturar la destrucció de l'Empordà

L'any 2014 Ecologistes de Catalunya, en representació de les seves entitats membres Centre Ecologista i Projectes Alternatius (CEPA), el Col·lectiu Alzina i DEPANA, va presentar una demanda a Hiberpotash per la seva activitat minera al Bages.
L'any 2022, en un manifest publicat amb motiu del Dia Mundial del Medi Ambient, EdC va alertar del «caos ambiental» imperant a Catalunya i va reclamar una agenda d'actuacions d'emergència que inclogui la recuperació d'una Conselleria de Medi Ambient. Per mitjà de la campanya «Defensem el medi», va «posar de relleu la greu situació que patim a Catalunya que ens aboca a la destrucció imparable del medi ambient, per la inacció del govern de la Generalitat i contra l'interès general de la població».